# Castricum
Castricum és un municipi de la província d'Holanda del Nord, al centre-oest dels Països Baixos. L'1 de gener de 2009 tenia 34.746 habitants repartits per una superfície de 59,92 km² (dels quals 10,46 km² corresponen a aigua). Limita al nord amb Bergen, Heiloo, Alkmaar i Schermer, a l'est amb Graft-De Rijp i al sud amb Heemskerk i Uitgeest.

## Centres de població
Castricum, Akersloot, Bakkum, De Woude i Limmen.

## Ajuntament
El consistori és format per 23 regidors:
- GDB – 8 regidors
- VVD – 4 regidors
- CDA - 4 regidors
- PvdA - 3 regidors
- GroenLinks - 3 regidors
- D66 - 1 regidor